# 大民屯站
大民屯站是位于黑龙江省齐齐哈尔市龙沙区大民镇的一个铁路车站，邮政编码161016。车站建于1933年，有平齐铁路经过该站，现办理客货运业务，车站及其上下行区间均未电气化。车站距离四平站562公里，隶属哈尔滨铁路局，是一等站。